# Szalagos hólyaghúzó
A szalagos hólyaghúzó (Mylabris variabilis) a rovarok (Insecta) osztályának a bogarak (Coleoptera) rendjébe, ezen belül a mindenevő bogarak (Polyphaga) alrendjébe és a hólyaghúzófélék (Meloidae) családjába tartozó faj.

## Előfordulása
A szalagos hólyaghúzó egész Európában elterjedt és gyakori.

## Megjelenése
A szalagos hólyaghúzó 7-16 milliméter hosszú, hengeres testű, fekete bogár. Csápja enyhén bunkós végű, szárnyfedői feketék, három sárgás harántsávval.

## Életmódja
A szalagos hólyaghúzó sík és dombvidékeken egyaránt gyakori. A lárvák sáskák tojáscsomóiban fejlődnek. Az imágó júniustól augusztusig repül. Elsősorban fészkesvirágzatúakon fordul elő, a virágrészekkel táplálkozik.